# شهزاده محمود نامك
'الشّهزاده محمود نامك أفندي  (23 ديسمبر 1913 – 13 نوفمبر 1963) كان أميرًا عثمانيًا، الابن الوحيد للشّهزاده عمر حلمي وزوجته الثالثة خديجة فيدروس غولنيف هانم. كان حفيد السلطان محمد الخامس ومهرنكيز كادين.
كان محمود نامك عضوًا نشطًا في "مجموعة زهرية" ، وهي مجموعة من أعضاء الأسرة العثمانية المنفيين الذين عاشوا في ضاحية المعادي بالقاهرة، إلى جانب أعضاء من الأسرة الملكية المصرية ومرافقيهم. تورط محمود نامك في "مؤامرة الترميم" للإطاحة بجمال عبد الناصر واستبداله على العرش المُعاد بـ الأمير محمد عبد المنعم. وفيما بعد اصبحت محاكمته وسجنه عناوين رئيسية في جميع أنحاء العالم.

## النشأة
وُلد الشّهزاده محمود نامك في 23 ديسمبر 1913 في قصر طولمة باغجة. كان والده الشّهزاده عمر حلمي، ابن السلطان محمد الخامس ومهرنكيز كادين، ووالدته خديجة فيدروس غولنيف هانم.
عاش هناك حتى وفاة جده، السلطان محمد الخامس، قبل نهاية الحرب العالمية الأولى مباشرة في 4 يوليو 1918. ثم انتقل مع عائلته إلى بغلرباشي، أوسكودار.
عند نفي العائلة الإمبراطورية في مارس 1924، كان نامك في العاشرة من عمره، واستقرت عائلته في بيروت، لبنان، ثم لاحقًا في نيس، فرنسا. في مايو 1933، انتقلوا إلى الإسكندرية، مصر، حيث توفي والده في عام 1938.
كانت زوجة نامك الوحيدة هي شهرزاد هانم. كانت ابنة إسماعيل راتب بك وزوجته الأميرة أمينة بهروز، ابنة الأمير إبراهيم راشد فاضل باشا من مصر. وُلدت في عام 1922. تزوجا في عام 1939. في 4 يونيو 1941، أنجبت الشّهزاده عمر عبد المجيد في الإسكندرية. بحلول أوائل الأربعينيات، احتفظ هو وزوجته بشقة في المعادي، ضاحية القاهرة. انفصلا في عام 1947. توفيت في عام 1993.

## المحاكمة
اتُهم نامك بالتورط في مؤامرة للإطاحة بالنظام العسكري لجمال عبد الناصر لصالح الوصي السابق الأمير محمد عبد المنعم  أو ابنه. في عام 1957، كانت هناك تقارير تفيد بأن نامك والسلطانة نسليشاه التقيا في سان موريتز، فرنسا، في صيف عام 1956، لتحديد الشخص الذي سيتم وضعه على عرش مصر. بعد سنوات، أكد جوليان أميري، ضابط المخابرات البريطانية السابق وعضو البرلمان المحافظ الذي دافع عن استمرار الوجود البريطاني في الشرق الأوسط، في كتاباته أن الأمير، مع عدد من المعارضين المصريين، قد حضر بالفعل اجتماعات مناهضة لناصر في جنيف وجنوب فرنسا في أغسطس 1956.
في 29 أبريل 1958، حُوكم غيابيًا بتهمة التآمر ضد عبد ناصر، وحُكم عليه بالسجن لمدة خمس عشرة سنة. لحسن حظه، كان في أوروبا في ذلك الوقت. في عام 1958، طُلب منه المساعدة في التفاوض على زواج الأميرة صبيحة فاضلة هانم سلطان، الابنة الوحيدة للأمير محمد علي إبراهيم من مصر والسلطانة هانزاده، من الملك فيصل الثاني ملك العراق. انتهت الخطوبة بمقتل الملك فيصل الثاني، عقب انقلاب عسكري في 14 يوليو 1958
لسوء حظه الشديد، كان نامك في العراق في 14 يوليو 1958 عندما اندلعت ثورة دموية في ذلك البلد. في محاولة لتحسين العلاقات مع جيرانها الجمهوريين، عرضت الحكومة العسكرية الجديدة الأمير المأسور على عبد الناصر مقابل تحسين العلاقات مع مصر. وهكذا، تم نقل نامك جوًا إلى القاهرة في 31 أغسطس 1958 لمواجهة إعادة المحاكمة، حيث حُكم عليه بالسجن لمدة خمس عشرة سنة في سجن طرة.

## الوفاة
توفي محمود في سن التاسعة والأربعين في السجن بسبب سكتة دماغية في القاهرة في 13 نوفمبر 1963. أقيمت الجنازة في حديقة السجن، وحضرها أقارب وقلة من المواطنين الأتراك المقيمين في القاهرة. دُفن في قبر زوجته السابقة، شهرزاد هانم. في عام 1977، أُعيد دفنه في ضريح السلطان محمود الثاني في إسطنبول.